# Palazzo Tornaquinci Della Stufa
Palazzo Tornaquinci Della Stufa è un edificio storico di Firenze, situato tra borgo Albizi 29, angolo via dei Giraldi 15.
Il palazzo appare nell'elenco redatto nel 1901 dalla Direzione Generale delle Antichità e Belle Arti, quale edificio monumentale da considerare patrimonio artistico nazionale, ed è sottoposto a vincolo architettonico dal 1963.

## Storia
L'edificio sorge in un'area già segnata dalla presenza in antico di case della famiglia Scolari, in parte inglobate nel palazzo in oggetto, in parte in quello dei Pazzi della Congiura: le comuni origini dei due edifici da una stessa proprietà e il riproporsi di alcuni motivi nell'uno e nell'altro hanno peraltro fatto ipotizzare da alcuni studiosi un unico impianto costruttivo per le due fabbriche, che a una certa altezza cronologica sarebbero pervenute alla famiglia Pazzi. Per altri, invece, spetterebbe ai Lucalberti, proprietari di questo palazzo nel Quattrocento, la prima trasformazione della fabbrica medievale in dimora signorile. 
Agli inizi del Settecento la proprietà passò ai Tornaquinci, che intervennero con significativi lavori, peraltro spostando l'ingresso principale, già prospiciente via de' Giraldi, su borgo degli Albizi, e ridisegnando i due piani superiori. 
Attorno al 1910, oramai passato ad altri dopo essere stato dal 1790 circa dei Tornaquinci Della Stufa, il piano terreno della facciata fu modificato, fino a conferirgli i caratteri odierni, con la trasformazione in fornici degli sporti presenti e con l'apertura di tre ulteriori archi verso il già citato palazzo Pazzi. Negli stessi anni, attorno al 1908, una parte notevole dell'immobile venne adibita a cinema (con le denominazioni di cinema Galileo e poi di cinema Corso), per iniziativa di un certo Minuti che già aveva operato con iniziative simili nel centro cittadino, promuovendo, ad esempio, la nascita del Caffè Gambrinus. Il cambiamento d'uso comportò la demolizione di varie strutture interne e, parallelamente, una parziale valorizzazione delle preesistenze: l'ingresso al cinema, ad esempio, comprendeva un cortile (coperto a seguito dei lavori di adattamento a sala di proiezione) segnato da pilastri gotici; nel bar di servizio alla sala si apprezzavano invece peducci quattrocenteschi, a sottolineare i continui ampliamenti della fabbrica e le modifiche intercorse nel tempo. Nella stessa operazione, a ricucire tra loro tali presenze storiche, si operò nei nuovi ambienti adottando elementi decorativi oscillanti tra il neogotico e il neorinascimento, così nella zona cassa, nella hall delle scale e nella scala della galleria.
Chiuso il cinema negli anni ottanta del Novecento, è stato intrapreso attorno al 1999 un intervento di recupero degli ambienti interni che, tra alterne vicende, è stato più volte sospeso fino a riprendere nel 2009 con la direzione dei lavori dell'ingegnere Eugenio Bosi. Le facciate esterne e interne sono state restaurate nel 1989 su progetto dell'architetto Luigi Caliterna e, nuovamente, nel 1999. Nel 2000 sono stati effettuati all'interno scavi archeologici che hanno portato alla luce resti di una domus romana, presumibilmente databile al I secolo d.C.

## Descrizione

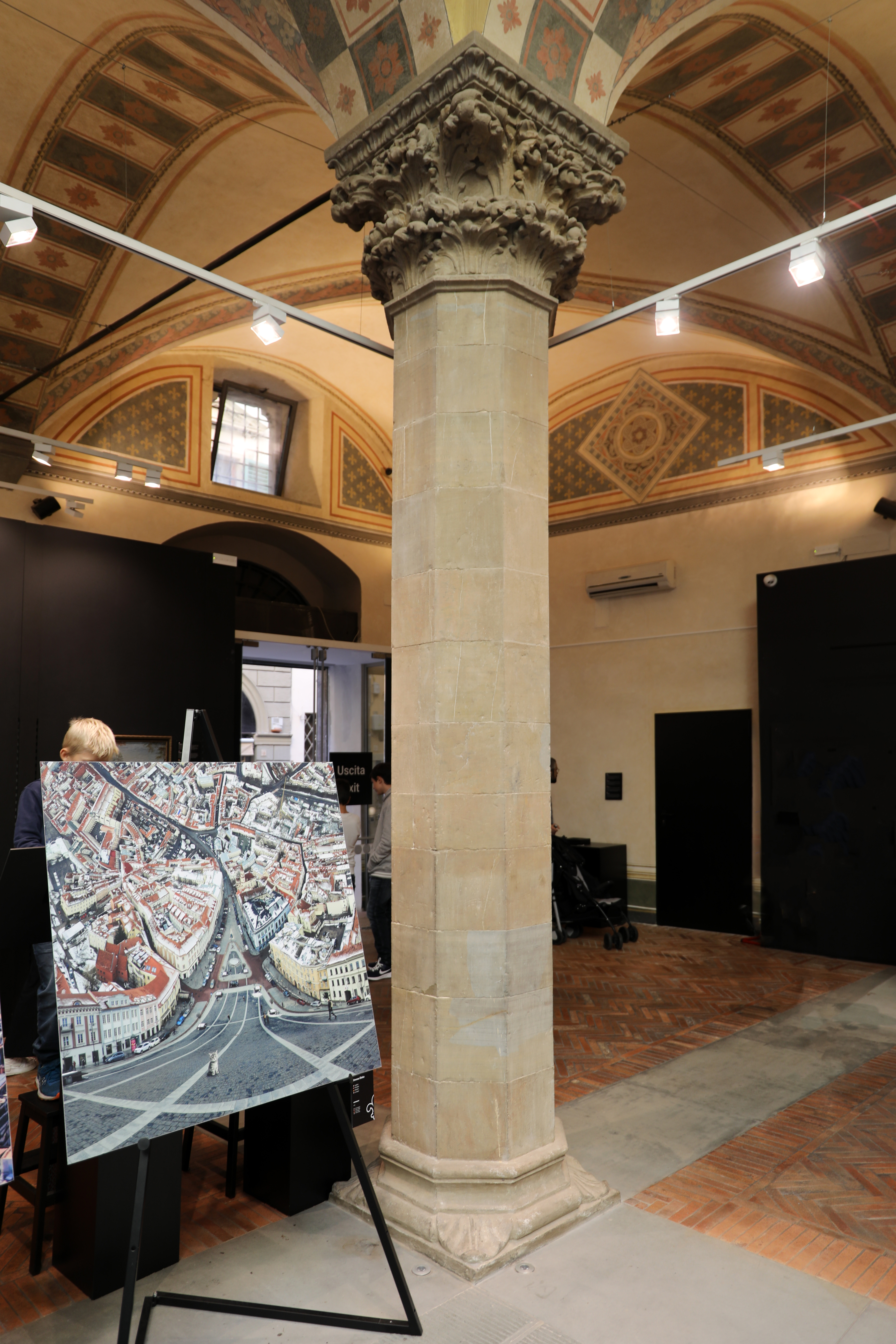
Uno dei pilastri del cortile

Attualmente l'ampio fronte presenta un piano terreno in rustica, risalente tra la fine del Trecento e i primi del Quattrocento, segnato da numerosi fornici, e i piani superiori modificati in epoca posteriore, sufficientemente anonimi. Si noti, nell'ultimo tratto verso via del Proconsolo, l'ampio rifacimento della rustica, imitata (malamente) con l'uso di pietra artificiale. Sempre in questo tratto, sia in alto sia in basso, sono due scudi con l'arme degli Scolari (d'oro, a tre bande d'azzurro). 
Particolarmente interessante, per quanto fortemente abraso, lo scudo trecentesco in basso, chiuso da un drago e sormontato da un elmo con cimiero. 
Un ulteriore scudo è posto in alto sulla cantonata con via de' Giraldi, sorretto da una mensola a foglie d'acanto con nastri svolazzanti: le due ali accostate identificano l'arme con quella della famiglia Lucalberti (d'azzurro, al volo abbassato d'oro) con il motto inciso sul bordo "Semel Emissum": si tratta di una citazione da Orazio (“Semel emissum volat irreparabile verbum”) che significa "una volta pronunciata la parola vola irreparabilmente", come figure alate, ricollegandosi alle ali nello stemma.